# Joe Wilson
Addison Graves "Joe" Wilson, född 31 juli 1947 i Charleston, South Carolina, är en amerikansk republikansk politiker. Han representerar delstaten South Carolinas andra distrikt i USA:s representanthus sedan 2001.
Wilson avlade 1969 grundexamen vid Washington and Lee University. Han avlade sedan 1972 juristexamen vid University of South Carolina. Han arbetade sedan som advokat och som medarbetare åt senator Strom Thurmond.
Kongressledamoten Floyd Spence avled 2001 i ämbetet. Wilson vann fyllnadsvalet för att efterträda Spence i representanthuset.
Wilson är presbyterian. Han och hustrun Roxanne har fyra söner.